# Túnel de Totoral
Túnel de Totoral es un caserío peruano ubicado en el distrito de Las Lomas, perteneciente a la provincia y departamento de Piura, al norte del Perú. 

## Ubicación
Túnel de Totoral se ubica al noreste de la provincia de Piura, en el distrito de Las Lomas, en el departamento de Piura.

## Demografía
En 2017 Túnel de Totoral tenía una población de 165 habitantes.
| Gráfica de evolución demográfica de Túnel de Totoral entre 1993 y 2017 |
|                                                                        |
| Fuentes: Población 1993 y 2017                                         |